# Ферфілд Тауншип (округ Вестморленд, Пенсільванія)
Ферфілд Тауншип (англ. Fairfield Township) — селище (англ. township) в США, в окрузі Вестморленд штату Пенсільванія. Населення — 2046 осіб (2020).

## Демографія
Згідно з переписом 2010 року, у селищі мешкали 2424 особи в 962 домогосподарствах у складі 705 родин. Було 1194 помешкання
Расовий склад населення:
| - 98,1 % — білих - 0,7 % — чорних або афроамериканців - 0,3 % — вихідців з тихоокеанських островів - 0,1 % — корінних американців - 0,1 % — азіатів |

До двох чи більше рас належало 0,7 %. Частка іспаномовних становила 1,2 % від усіх жителів.
За віковим діапазоном населення розподілялося таким чином: 22,1 % — особи молодші 18 років, 60,3 % — особи у віці 18—64 років, 17,6 % — особи у віці 65 років та старші. Медіана віку мешканця становила 44,6 року. На 100 осіб жіночої статі у селищі припадало 103,2 чоловіків;  на 100 жінок у віці від 18 років та старших — 102,5 чоловіків також старших 18 років.
Середній дохід на одне домашнє господарство  становив 71 211 долар США (медіана — 50 741), а середній дохід на одну сім'ю — 79 643 долари (медіана — 56 406). Медіана доходів становила 39 667 доларів для чоловіків та 37 083 долари для жінок. За межею бідності перебувало 12,8 % осіб, у тому числі 19,0 % дітей у віці до 18 років та 5,7 % осіб у віці 65 років та старших.
Цивільне працевлаштоване населення становило 966 осіб. Основні галузі зайнятості: освіта, охорона здоров'я та соціальна допомога — 29,7 %, науковці, спеціалісти, менеджери — 10,4 %, виробництво — 10,0 %.